# أنظمة التشغيل الحديثة

851 الصفحة: توضيح مبسط لبنية نواة لينكس.

أنظمة التشغيل الحديثة كتاب لأندرو تانينباوم، وهو نسخة (لا تستهدف التنفيذ) من كتابه " أنظمة التشغيل: التصميم والتنفيذ" . الكتاب الآن في طبعتها الرابعة، التي نشرت مارس 2014.((ردمك 0-13-359162-X)).
تعد أنظمة التشغيل الحديثة (المعروفة غالبًا باسم MOS ) كتابًا شائعًا في جميع أنحاء العالم، ويتضمن أساسيات نظام التشغيل بكميات صغيرة من التعليمات البرمجية المكتوبة بلغة C ذاتية الحكم. يصف MOS العديد من خوارزميات الجدولة .